# 漢斯·彼得·穆蘭
漢斯·彼得·穆蘭（挪威語：Hans Petter Moland；1955年10月17日—）是挪威電影導演與編劇。

## 生平
2004年，穆蘭以第四部劇情長片《美麗國度》首次進入第54屆柏林影展正式競賽單元，後來他又以《半點好男人》（2010年）、《該死的順序》（2014年）與《外出偷馬》（2019年）總共四次獲選為柏林影展正式競賽片；其中與他合作的丹麥攝影師拉斯謨斯·維德貝克憑藉《外出偷馬》於第69屆柏林影展獲頒傑出藝術貢獻銀熊獎。
他與瑞典演員史戴倫·史柯斯嘉多次合作，史柯斯嘉參與演出他執導的五部電影，包括《克氏零度》（1995年）、《跟憂傷跳舞》（2000年）、《半點好男人》（2010年）、《該死的順序》（2014年）與《外出偷馬》（2019年）。
2019年，他完成首部好萊塢電影《酷寒殺手》，翻拍自他於2014年的作品《該死的順序》，電影由連恩·尼遜主演。

## 電影作品

### 劇情長片
- 1993年：《最後的中尉（英语：The Last Lieutenant）》（Secondløitnanten）
- 1995年：《克氏零度（英语：Zero Kelvin (film)）》（Kjærlighetens kjøtere）
- 2000年：《跟憂傷跳舞（英语：Aberdeen (2000 film)）》（Aberdeen）
- 2004年：《美麗國度》（The Beautiful Country）
- 2006年：《佩德森同志（英语：Comrade Pedersen）》（Gymnaslærer Pedersen）
- 2010年：《半點好男人》（En ganske snill mann）
- 2014年：《該死的順序（英语：In Order of Disappearance）》（Kraftidioten）
- 2016年：《懸案密碼3：信仰的陰謀（英语：A Conspiracy of Faith）》（Flaskepost fra P）
- 2019年：《酷寒殺手》（Cold Pursuit）
- 2019年：《外出偷馬（英语：Out Stealing Horses (film)）》（Ut og stjæle hester）

## 外部連結
- 漢斯·彼得·穆蘭在互联网电影资料库（IMDb）上的資料（英文）